# Цесис округ
Цесис округ (лет. Cēsu rajons, рус. Цесисский район) је округ у републици Летонији, у њеном средишњем делу. Управно средиште округа је истоимени градић Цесис. Округ припада историјској покрајини Видземе.

Цесис округ је унутаркопнени округ у Летонији Округ се граничи са више округа. На истоку се округ граничи са округом Гулбене, на југоистоку са округом Мадона, на југу са округом Огре, на западу са округом Рига, на северозападу са округом Лимбажи и на северу са окрузима Валмиера и Валка.

## Градови
- Цонзиц
- Рауна
- Нитауре
- Вецпијебалга